# 카를 발렌틴

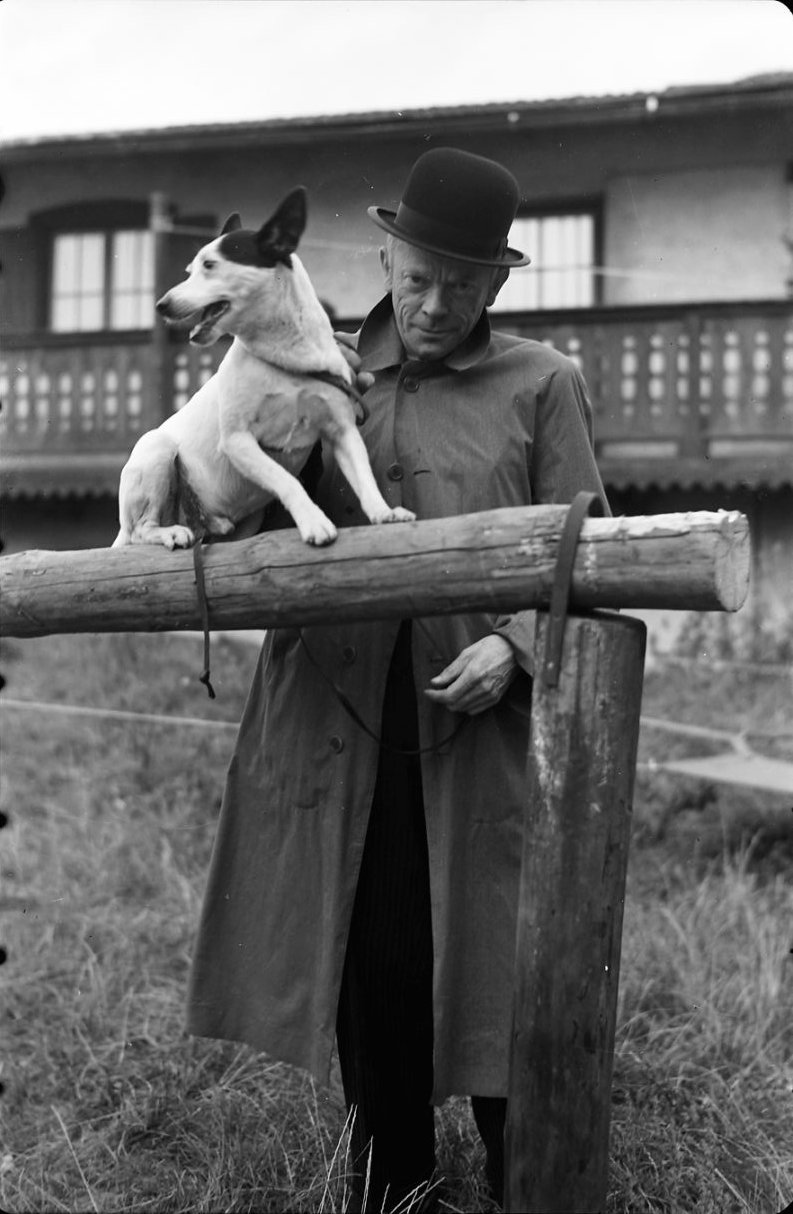

카를 발렌틴(Karl Valentin, 1882∼1948)은 카바레티스트, 희극배우, 극작가, 영화 제작자로 활동하는 등 다방면에서 큰 재능을 보인 인물이다. 본명은 발렌틴 루트비히 파이(Valentin Ludwig Fey)이다.

## 생애
20세 때인 1902년, 노래와 곡예 등 버라이어티 쇼 형식의 대중 공연 예술인 바리에테(Variete)를 3개월간 집중적으로 배우면서 배우가 될 준비를 시작한다. 1907년에는 자신이 직접 제작한 자동악기 오케스트리온(Orchestrion)을 가지고 북독일로 공연하며 다녔으나 성공하지 못했다. 그 후 뮌헨에서 민속음악 가수로 데뷔했고, 1인 즉흥극 ＜수족관＞을 ‘프랑크푸르터 호프’ 경가극 극장에서 공연해 처음으로 성공을 거두었다.
이후 1924년 ‘익살꾼 카바레’ 무대에 서게 되면서 큰 성공을 거두었고, 취리히, 빈 등지에서 초청 공연을 하게 되었다. 1920년대 말부터 1930년대 후반까지 그는 베를린에서 초청 배우로 공연했고, 1939년에는 직접 뮌헨에 카바레 ‘기사 주점’을 열고 스스로 그 무대에 서기도 했다. 1942년, 나치에 의해 활동이 정지당하면서 그는 집으로 돌아와 가업인 가구 제작 일을 했다. 1947년 12월부터 그는 파트너인 리즐 카를슈타트와 함께 다시 뮌헨의 카바레 ‘화려한 주사위’에서 초청 배우로 활동했고, 이후 1948년 1월까지 뮌헨의 카바레 ‘짐플리치시무스’에서 공연했다. 1948년 2월 9일, 감기로 인한 폐렴과 영양실조로 사망했다.
카를 발렌틴은 500편이 넘는 단막극, 촌극, 1인극, 시나리오 텍스트를 남겼다. 또한 그는 1910년부터 영화 제작자이자 영화배우로도 활동했다. 발렌틴이 스스로 작성한 공연 목록에 따르면 26개 작품의 전체 공연 횟수가 5969회에 이른다. 이는 발렌틴이 엄청난 대중성과 인기를 누렸음을 증명한다. 발렌틴은 오늘날의 쇼 비즈니스라 할 당시의 오락 사업에서 성공한 대중적 예능인이라 할 수 있다. 그러나 그는 단순한 희극인이 아니었으며 인간의 삶이 가진 모순을 정확하게 들여다보고 이를 웃음을 통해 비판했던, 철학과 창작력을 겸비한 예술가였다.
겉으로 무의미하게 드러나는 사물이 현실에서 어처구니없는 새로운 의미로 전도되고, 그 가운데 해학을 통해 민중이 삶에서 겪는 모든 불합리의 가면을 벗겨 내는 그의 연기와 작품은 문학과 민중극을 연결시킨 독특한 예술이었다. 당시의 지식인들은 그의 예술을 카바레라는 분야를 뛰어넘는, 그리고 모방할 수 없는 하나의 현상으로 간주했다. 그의 연기는 전형적인 카바레 연기에서 벗어나 지역과 시대에 밀접한 그 자신만의 독특한 양식을 지니고 있었다. 한편으로 그는 카바레티스트, 희극배우로서 다다이즘과 표현주의에 가까이 가 있다. 일상의 잡다한 일, 동시대의 삶 등과 끊임없이 싸움을 벌이는 그의 희극에는 어느 면에서 비극성과 비관주의가 담겨 있다. 카를 발렌틴은 스스로를 해학가, 익살꾼, 극작가라 불렀다. 글쓰기와 연기를 함께 한 20세기 최초의 독어권 팝 예술가, 민중 희극인으로서 발렌틴은 카바레뿐만 아니라 희극 자체의 지평을 넓힌 전방위 예술가라 할 수 있다.